# Platysenta illustrata
Platysenta illustrata är en fjärilsart som beskrevs av Otto Staudinger 1888. Platysenta illustrata ingår i släktet Platysenta och familjen nattflyn. Inga underarter finns listade i Catalogue of Life.